# Мустафа Хаджі
Мустафа Хаджі (араб. مصطفى حاجي, нар. 16 листопада 1971, Тізніт) — марокканський футболіст, що грав на позиції півзахисника.
Виступав, зокрема, за клуби «Нансі» та «Астон Вілла», а також національну збірну Марокко.

## Клубна кар'єра
У дорослому футболі дебютував 1990 року виступами за команду клубу «Нансі», в якій провів п'ять сезонів, взявши участь у 134 матчах чемпіонату. Більшість часу, проведеного у складі «Нансі», був основним гравцем команди.
Згодом з 1996 по 2001 рік грав у складі команд клубів «Спортінг», «Депортіво» та «Ковентрі Сіті».
Своєю грою за останню команду привернув увагу представників тренерського штабу клубу «Астон Вілла», до складу якого приєднався 2001 року. Відіграв за команду з Бірмінгема наступні три сезони своєї ігрової кар'єри.
Протягом 2004—2007 років захищав кольори клубів «Еспаньйол», «Аль-Айн» та «Саарбрюкен».
Завершив професійну ігрову кар'єру у клубі «Фола», за команду якого виступав протягом 2007—2010 років.

## Виступи за збірну
У 1993 році дебютував в офіційних матчах у складі національної збірної Марокко. Протягом кар'єри у національній команді, яка тривала 12 років, провів у формі головної команди країни 54 матчі, забивши 13 голів.
У складі збірної був учасником чемпіонату світу 1994 року у США, чемпіонату світу 1998 року у Франції, Кубка африканських націй 1998 року у Буркіна Фасо, Кубка африканських націй 2000 року у Гані та Нігерії.

## Титули і досягнення
- Африканський футболіст року: 1998